# Hang đá Mạch Tích Sơn
Hang đá Mạch Tích Sơn (tiếng Trung giản thể: 麦积山 石窟, phồn thể: 麦积山 石窟, bính âm: Màijīshān Shiku) là quần thể hang động được đục vào đá những tượng Phật và những bức họa vô giá về Phật giáo Trung Hoa. Hang này nằm trong núi cách Thiên Thủy, Cam Túc miền Tây Bắc Trung Quốc 45 km về phía Tây Nam, cao hơn 150 mét, theo ghi chép văn hiến lịch sử. Hang đá Mạch Tích Sơn bắt đầu đào đục vào thời kỳ cuối Đời Tần (khoảng thế kỷ thứ 3 Trước công nguyên), sau đó lần lượt tạc tượng Phật trên vách núi cao từ 30 đến 70 mét, chứa hơn 7.200 tác phẩm điêu khắc Phật giáo và hơn 1.000 mét vuông các bức tranh. Bắt đầu xây dựng trong thời kỳ Tần Sau đó (384-417 CE).
Hiện nay, hang đá này cùng với Long Môn, Đôn Hoàng, Đại Túc, Vân Cương trở thành 5 hang động tiêu biểu cho hệ thống kiến trúc tạc tượng Phật trong hang động để cất kinh kệ và lưu giữ hình ảnh Đức Phật tiêu biểu của Trung Hoa theo phong cách Ấn Độ còn lưu giữ khá tốt cho tới ngày nay. Đây là điểm tham quan hấp dẫn du khách của tỉnh Cam Túc.

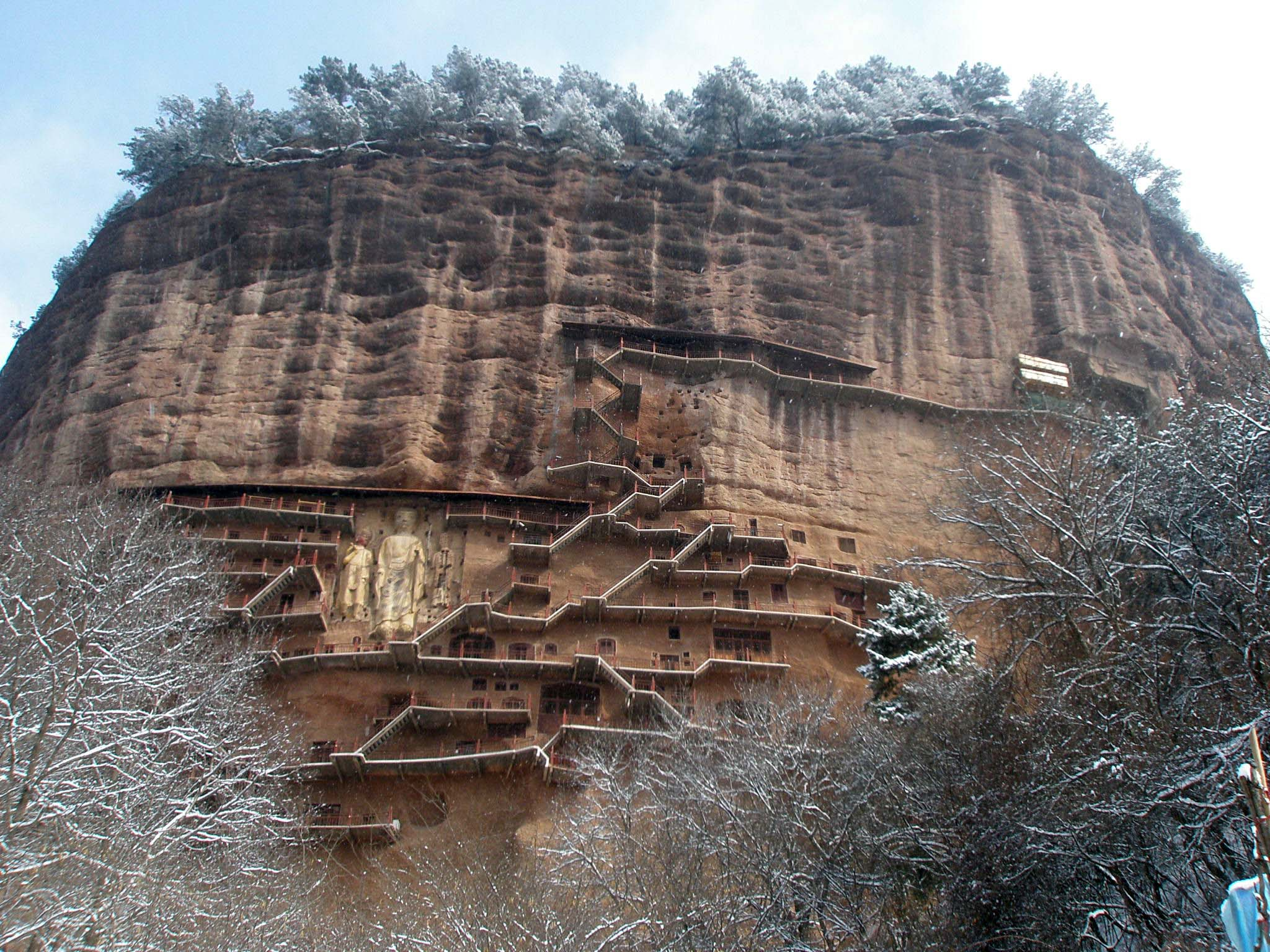
Hang đá Mạch Tích Sơn

## Kiến trúc
Người ta còn gọi núi Mạch Tích là núi Cỏ Khô (Haysatck mountain - 麦积山) mà theo nghĩa đen dịch là "Núi Ngũ Cốc hay núi Lúa Mạch", nhưng bởi vì chữ "Mạch" (麦) là thuật ngữ chung trong Trung Quốc được sử dụng cho hầu hết các loại ngũ cốc, người ta cũng thấy bản dịch như "núi ngô". Mạch có nghĩa là "ngũ cốc". Tích (积) có nghĩa là "đồi" hoặc "gò". Sơn (山) có nghĩa là "ngọn núi". Ngọn núi này được hình thành bằng đá sa thạch màu đỏ tía.

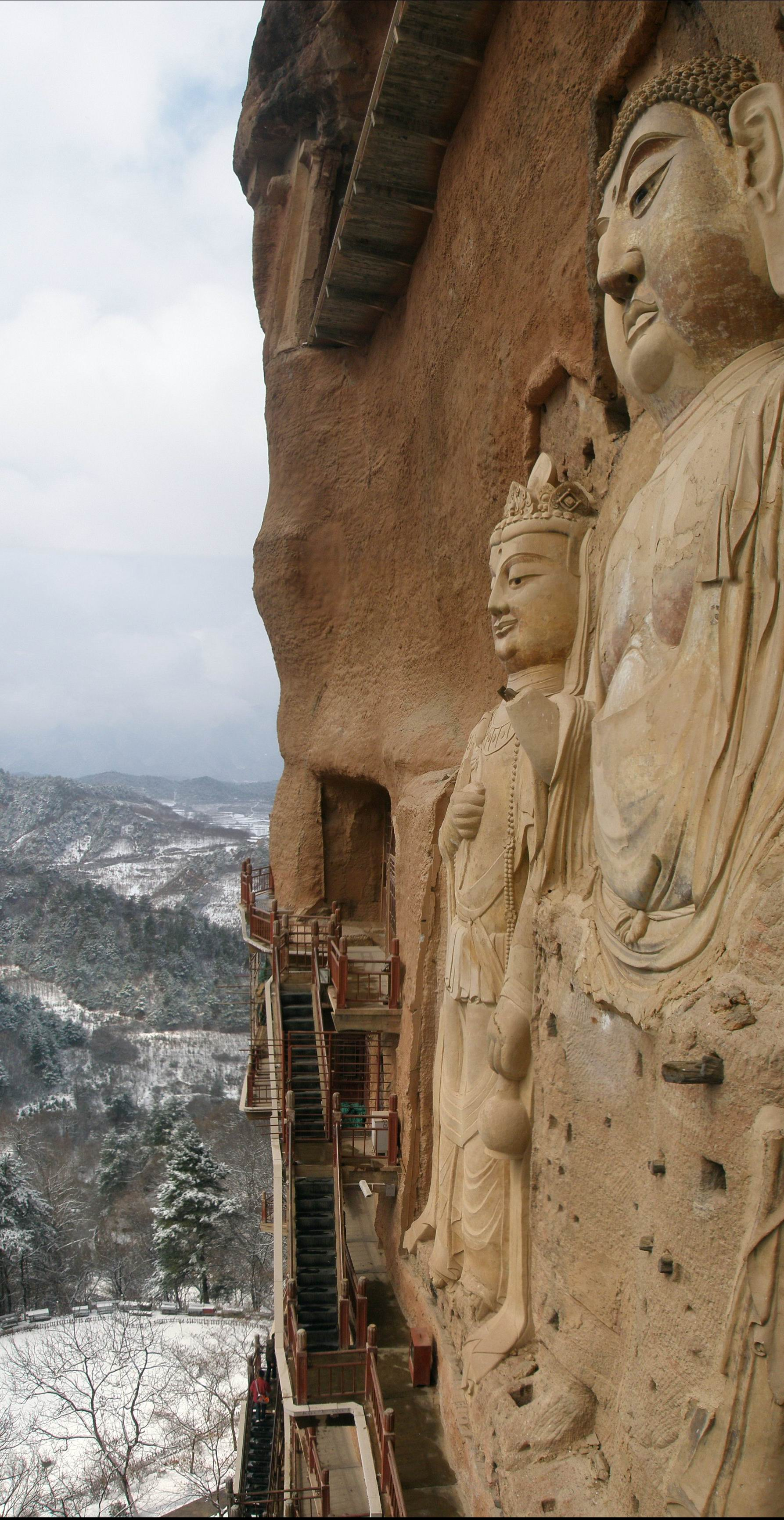
Tượng Phật tại hang đá

Vì hình dáng của hang tựa như một đụn rơm ở quê nên hang còn gọi là núi Cỏ. Động Mạch Tích là một trong 4 hang Phật giáo lớn nhất ở Trung Quốc. Dù nhìn ngắm ở bất cứ góc độ nào bạn cũng đều nhìn thấy những kiệt tác nghệ thuật bằng đá. Không ít trong số những bức tượng này được chạm khắc trên bề mặt đá từ cách nay hơn 1500 năm.